# Ulrich Reich
Ulrich Reich (* 10. Mai 1951) ist ein ehemaliger deutscher Sprinter, der sich auf den 400-Meter-Lauf spezialisiert hatte.
1972 wurde er Deutscher Vizemeister in der Halle und Deutscher Hallenmeister mit der 4-mal-400-Meter-Staffel. Im selben Jahr gewann er bei den Halleneuropameisterschaften in Grenoble Silber sowohl im Einzelwettbewerb wie auch mit der bundesdeutschen Mannschaft in der 4-mal-360-Meter-Staffel. Bei den Halleneuropameisterschaften 1973 in Rotterdam folgte eine weitere Silbermedaille in der 4-mal-360-Meter-Staffel.
Ulrich Reich startete für den SV Bayer 04 Leverkusen.

## Persönliche Bestzeiten
- 400 m: 47,36 s, 12. September 1970, Paris
- 800 m: 1:48,5 min, 9. Juni 1973, Trier